# Mikuláš Oldenburský
Mikuláš Fridrich Vilém (německy: Nikolaus Friedrich Wilhelm von Oldenburg; 10. srpna 1897, Oldenburg – 3. dubna 1970, Rastede) byl dědičný velkovévoda oldenburský.

## Život
Narodil se 10. srpna 1897 v Oldenburgu jako syn velkovévody Fridricha Augusta II. Oldenburského a Alžběty Alexandriny Meklenbursko-Zvěřínské.
Sloužil u Oldenburského dragounského pluku č. 19.
S abdikací svého otce na velkovévodu dne 11. listopadu 1918 v průběhu listopadové revoluce ztratil dědické právo. Od smrti svého otce byl hlavou rodu.
Byl členem Stahlhelmu, Svazu frontových vojáků. Když byl svaz roku 1933 začleněn do Sturmabteilungu (SA), vstoupil k národním socialistům. Od roku 1937 byl členem NSDAP. Byl součástí štábu Heinricha Böhmckera, se kterým si vytvořil přátelský vztah.
Jako Standartenführer velel SA Reiterstandarte 14. Byl také majorem v záloze.
V červnu 1941 požádal Heinricha Himmlera o koupi nemovistostí na východě po ukončení války.
V prosinci 1968 mu prezident Německého červeného kříže Walter Bargatzky udělil Čestné vyznamenání Německého červeného.
Zemřel 3. dubna 1970 na zámku Rastede. Pohřben byl ve vévodském mauzoleu v Oldenburgu.

## Manželství a potomci
Dne 26. října 1921 se v Arolsenu oženil s princeznou Helenou Waldecko-Pyrmontskou, s dcerou knížete Fridricha Waldecko-Pyrmontského. Měli spolu devět dětí:
- princ Anton Günther (1923–2014) ⚭ Ameli Löwenstein-Wertheim-Freudenberg
- princezna Rixa (1926–1939)
- princ Petr (1926–2016) ⚭ Gertrud Löwenstein-Wertheim-Freudenberg
- princezna Eilika (1928–2016) ⚭ Emich Kyrill zu Leiningen
- princ Egilmar (1934–2013)
- princ Fridrich August (1936–2017)
  - ⚭ Marie Cécile Pruská
  - ⚭ Donata Castell-Rüdenhausen
- princezna Altburg (nar. 1938) ⚭ Rüdiger von Erffa
- princ Huno Fridrich (nar. 1940) ⚭ Felicitas-Anita Schwerin von Krosigk, rodiče Beatrix von Storch
- Johann Fridrich (nar. 1940) ⚭ Ilka Ortenburská, rodiče arcivévodkyně Eiliky Oldenburské

Roku 1948 mu zemřela manželka a 20. září 1950 se oženil s hraběnkou Anne-Marie von Schutzbar (1903–1991).